# RUNWAY
『RUNWAY』はAOAの日本における2枚目のスタジオ・アルバムである。2016年11月30日にUNIVERSAL MUSIC内レーベルVirgin Musicから発売。

## 解説
TOWER RECORDS ONLINEのインタビューに対して、アルバムの魅力やチェックしてほしいポイントについて、ジミンは「日本で2枚目に発売するアルバムなので、より成長した自分たちを伝えないといけないなと思って時間もすごくかけて準備したので、メンバーの成長したところがどこなのかみて見るのも楽しいかなと思います」と答えている。

また、レコーディングで大変だったことについて、チョアは「日本語の歌詞をファンのみなさんに感情までちゃんと伝えられるように、何回も何回も直しながらレコーディングしていました。でも、みんな新しいアルバムということで楽しく頑張りました」と答えている。

## 収録曲
1. RUNWAY
2. OK！
3. WOW WAR TONIGHT 〜時には起こせよムーヴメント girls ver.
小室哲哉の「WOW WAR TONIGHT 〜時には起こせよムーヴメント」のカバー曲[4]。
ミュージックビデオは、ミナがベースボール、ジミンがボクシング、ユナが新体操、チャンミが陸上、チョアがボウリング、ヘジョンがバスケットボール、ソリョンがサイクリングというアスリートに扮し、それぞれの競技に取り組みつつも壁にぶつかりながら努力を続け、ひとつの成果を実感する、という内容になっている[4]。
小室哲哉がプロデューサーとして参加しており、新たにAOAをイメージして歌詞をリメイク、そしてミュージックビデオにも参加している[5]。
小室哲哉は「出来上がりはすごい昔の曲とは思えない、新曲に聴こえますね。ガールズ・ポップに聴こえました。すごい新鮮でした。プロデュースらしいことは出来てないですけど、PVに参加できたのが良かったかなと思います」とコメントしている[5]。
4. Muah!
5. Cherry Pop (Japanese ver.)
6. 愛をちょうだい feat. TAKANORI NISHIKAWA (T.M.Revolution)
2016年4月にリリースし、オリコンデイリーランキング1位となった、T.M.Revolutionの西川貴教とのコラボ曲[6]。
7. Good Luck (Japanese ver.)
2016年8月にリリースし、オリコンデイリーランキング1位を獲得したシングル[6]。
8. Love Gave Me You
9. 10 Seconds (Japanese ver.)
10. Still falls the rain
11. Jonas Blue / Perfect Strangers feat. AOA
ジョナス・ブルーの「Perfect Strangers」のカバー曲[6]。

## ミュージック・ビデオ
- 「WOW WAR TONIGHT〜時には起こせよムーヴメント girls ver.」
- 「愛をちょうだい feat. TAKANORI NISHIKAWA (T.M.Revolution)」
- 「愛をちょうだい＜Dance ver.＞」
- 「Good Luck」

## リリース歴
| 地域 | 日付           | 規格                      | レーベル     |
| ---- | -------------- | ------------------------- | ------------ |
| 日本 | 2016年11月30日 | CD デジタル・ダウンロード | Virgin Music |